# 屋久悠樹
屋久悠樹（日语：／ Yaku Yūki，1991年—），日本輕小說作家、編劇。

## 經歷
屋久悠樹從小學起就住在大宮郊區。他大約在18歲時開始從事藝人的工作，後來投稿動畫影片。
2015年，他以作品《 》獲得第10屆小學館輕小說大獎優秀獎，2016年5月，他將作品名稱改為《弱角友崎同學》，透過GAGAGA文庫出版，以作家身分出道。

## 作品列表

### 小說
- 《弱角友崎同學》（插圖：Fly，出版：〈GAGAGA文庫〉，已出版13冊，2016年5月—）[3]
- 《小說 夜晚的水母不會游泳》（原作：JELEE，封面插圖：popman3580，本文插圖：谷口淳一郎，出版：〈GAGAGA文庫〉，全3冊，2024年5月—2024年7月）

#### 選集
- （Big Lagoon〈同人誌〉，2019年）

### 編劇
- 朗讀劇（編劇，2018年）
- 電視動畫《弱角友崎同學》（編劇，2021年）—負責藍光&DVD特典OVA
- 電視動畫《弱角友崎同學 2nd STAGE》（編劇，2024年）
- 電視動畫《夜晚的水母不會游泳》（劇本統籌、編劇，2024年）[4]

## 同人作品
- （Big Lagoon，2019年）

## 相關項目
- 日本小說家列表（日语：日本の小説家一覧）
- 輕小說作家列表（日语：ライトノベル作家一覧）

## 外部連結
- 屋久悠樹的X（前Twitter） （日語）
- 屋久悠樹的Instagram帳戶 （日語）